# Heliocopris anadematus
Heliocopris anadematus là một loài bọ cánh cứng trong họ Bọ hung (Scarabaeidae).